# Рейнджана Ханна
Рейнджанна Ханна (нар. 13 грудня 1966 р.) — американська феміністка, феміністський літературний критик і теоретик, визнана за міждисциплінарний, феміністський та інтернаціоналістичний внесок у галузі постколоніальних досліджень, феміністської теорії (зокрема, сучасного феміністського психоаналізу), літератури та політичної філософії.
В першу чергу, відома роботою з меланхолії та психоаналізу, також писала про постколоніальне управління, кіно, Алжир, територіальні дослідження, автобіографію, марксизм, візуальну та феміністську теорію.
Отримала ступінь доктора наук у 1993 році в Йоркському університеті. Викладала в Університеті Вашингтона в Сіетлі і в Університеті Юти, а в 2000 році почала викладати в Університеті Дьюка, де є професоркою англійської мови, літератури та жіночих досліджень. Її теоретизація суб'єктивності та суверенітету, включаючи її нещодавню роботу з одноразовості, приниження та притулку (англ. disposability, indignity and asylum), пов'язана з роботою різноманітних дослідниць та дослідників, таких як Дерріда, Ірігарей, Кант, Маркс, Хайдеггер, де Бовуар та Співак.
З 2007 по 2015 рік була директором Жіночих досліджень Маргарет Тейлор Сміт, а в липні 2017 призначена на посаду директора гуманітарного інституту ім. Джона Хоп Франкліна.

### Освіта і професійна діяльність[3]
1988 р. — бакалаврський диплом з відзнакою в Йоркському університеті;
1993 р. — доктор філософії з жіночих студій, Йоркський університет;
Дисертація за темою «Колонізація темного континенту: метафора і політика виключення»;
1993—1996 — доцент, Університет Юти;
1996—2000 — доцент, англійська; ад'юнкт-професор, жіночі студії, Університет Вашингтону;
2001—2005 — партнерка, Вища школа, Університет Вашингтону;
2000—2004 — доцент, англійська, програма з літератури та жіночих студій, Дюкський університет;
2004—2008 — доцент, англійська, програма літератури та жіночих досліджень, Дюкський університет;
2007—2015 — Маргарет Тейлор Сміт, директор жіночих досліджень, Дюкський університет;
2008 — дотепер — професор, англійська, програма з літератури та жіночих досліджень, Дюкський університет.

## Фокуси дослідження
Рейнджана Ханна є інтердисциплінарною дослідницею, вона працювала в багатьох різних сферах. Однак, основними сферами її інтересу є феміністські, постколоніальні і психоаналітичні дослідження.

### Основні роботи
У книзі «Темні континенти: Психоаналіз і Колоніалізм», яка вийшла в 2003 році, Ранджана Ханна аналізує, яким чином об'єднання таких тем, як психоаналіз, колоніалізм і жінки, може стати відправною точкою постколоніальної феміністської теорії. Авторка показує боротьбу колоніальної і постколоніальної сучасності. Вона відстежує взаємозв'язок між концепцією себе і національністю через психологічний вплив колоніалізму. Дослідниця наголошує на необхідності постколоніальної, феміністської критики деколонізації і постколоніальності. Також, в контексті книги, Ранджана Ханна зачіпає тему незвіданої себе, посилаючись на де Бовуар і її «гегелівське нехтування жіночністю».
В книзі «Алжир: жіноче представництво, 1830 до теперішнього часу — культурна пам'ять в сьогоденні» Ранджана Ханна аналізує жінок і їхнє представництво в публічному дискурсі як при колоніальному правлінні, так і вже в незалежній державі. В ході дослідження авторка досліджує різні сфери від політики і філософських текстів до культури, образотворчого мистецтва і кіно. Основний фокус дослідження — гендерні відносини в Алжирі і справедливість. Ханна намагається зрозуміти Алжир і жінок, як філософську концепцію, яка допоможе глибше зрозуміти співвідношення фемінізму і справедливості. Як зазначає сама дослідниця: «Алжир є цікавою для мене країною, бо вона зарекомендувала себе як „авангардний“ народ третього світу, який не потрапив у різні проблеми, які мали деякі нові незалежні країни, але насправді це закінчилося з тими самими проблемами». Як пише Блум (Bloom, 2010) «Ханна не тільки демонструє свої здібності як надзвичайно уважного читача та критика франкофонських культурних утворень, але, що більш важливо, демонструє форму культурної солідарності з недосконалістю, яку пропонує гегемонійний французький культурний модернізм».
У роботі «Притулок: концепція і практика» Ханна розглядає термін «притулок» у дуже широкому значенні, розділяє притулок на такий, який може існувати в голові (ментальний), або переходить до найбільш широкого визначення притулку, як нації. Визначає концептуальні зв'язки між такими різними поняттями, які позначають притулок. Аналіз притулку виходить також з феміністської теорії, Рейнджана наголошує на домінуванні прав інститутів над живими тілами, аналізує, яким чином формуються цінності і загальна концепція людини. Це дослідження пов'язане з філософією, літературою, кіно, мистецтвом і архітектурою, переосмислює кордони модернізму.

### Статті та розділи книг
- «Speculation, or, Living in the Face of the Intolerable.» In Journal of Middle East Women's Studies. (2018). 14:1.
- «Stranger.» In New Literary History. (2018). 49:2.
- «On the Name, Ideation, and Sexual Difference.» In differences: A Journal of Feminist Cultural Studies. (2016). 27:2.
- «On the Right to Sleep, Perchance to Dream.» In A Concise Companion to Psychoanalysis, Literature, and Culture. Eds. Laura Marcus and Ankhi Mukherjee. (2014): 351—366.
- «To the Lighthouse: Zineb Sedira & Ranjana Khanna in Conversation.» Amy Powell, Zineb Sedira & Ranjana Khanna. Gulf Coast. (2014) 26.2 Summer/Fall.
- «Rex, or the Negation of Wandering.» In Deconstructing Zionism. Eds. Gianni Vattimo and Michael Marder. (2013): 133—147.
- «The Lumpenproletariat, the Subaltern, the Mental Asylum.» South Atlantic Quarterly. (2013) 112:1.
- «Touching, Unbelonging, and the Absence of Affect.» Feminist Theory (2012) 13:2.
- «Hope, Demand, and the Perpetual.» In Unconscious Dominions. Eds. Warwick Anderson, Deborah Jenson, and Richard C. Keller. (2011): 247—264.
- «Racial France, or the Melancholic Alterity of Postcolonial Studies.» Public Culture (2011).
- «Unbelonging: In Motion.» Differences (2010).
- «Technologies of Belonging: Sensus Communis, Disidentification.» Communities of Sense (2009).
- «Disposability.» Differences. (2009).
- «Indignity.» Positions 16:1 (2008).
- «Fabric, Skin, Honte-ologie.» Shame and the Visual Arts (2008).
- «From Rue Morgue to Rue des Iris.» Screen 48:2 (2007): 237-44.
- Khanna, Ranjana (2007). «Indignity». Ethnic and Racial Studies. 30 (2): 257—280.
- R. Khanna and Srinivas Aravamudan. «Interview with Fredric Jameson.» ed. Ian Buchanan, Fredric Jameson, Jameson on Jameson: Conversations on Cultural Marxism (2007): 203—240.
- «Asylum.» Texas International Law Journal 41:3 (2006): 471-90.
- «Frames, Contexts, Community, Justice.» Summer 2003. However, the issue appeared in November 2005. Diacritics 33:2 (2005): 11-41.
- «On Asylum.» SAQ (2005).
- R. Khanna. «Signatures of the Impossible.» Duke Journal of Law and Gender Policy (2004).[9]
- «Latent Ghosts and the Manifesto.» Art History: Journal of the Association of Art Historians 26:2 (April, 2003): 244—286.
- «Baya (translation).» Art History: Journal of the Association of Art Historians 26:2 (April, 2003): 287.
- «Le Combat de Baya (translation).» Art History: Journal of the Association of Art Historians 26:2 (April, 2003): 288—289.
- Khanna, Ranjana (2002). Frames, Contexts, Community, Justice. У Joyce Goggin, Michael Burke (ред.). Meaning, Frame, and Metaphor. ASCA-Press. с. 149—171.
- «Taking a Stand for Afghanistan.» Signs 28:1 (Fall, 2002): 464-5.
- with R. Khanna, Barbara Burton, Nouray Ibryamova, Dyan Ellen Mazurana, and S. Lily Mendoza. «Cartographies of Scholarship: The Ends of Nation-States, International Studies, and the Cold War.» Encompassing Gender: Integrating International Studies and Women's Studies (2002): 21-45.
- «The Experience of Evidence: Language, Law and the Mockery of Justice.» Algeria in and Out of French (January, Jan. 2001).
- «The Ambiguity of Ethics: Specters of Colonialism.» Feminist Consequences: Theory for the New Century (January, 2001).
- «Cartographies of Scholarship.» With Mendoza, Mazurana, Burton and Ibryamova Area & International Studies Curriculum: Integration Book (January, 2000).
- «From Third to Fourth Cinema.» Third Text (1998): 13-32.
- «'Araby' (Dubliners): Women's Time and the Time of the Nation.» Refereed Joyce, Feminism, Colonialism/Postcolonialism/European Joyce Studies (1998): 81-101.
- «The Construction of the Dark Continent: Agency as Autobiography.» Women's Lives/Women's Times (December, Dec. 1997): 103-20.
- with R. Khanna and Karen Engle. «Forgotten History: Myth, Empathy, and Assimilated Culture.» Feminism and the New Democracy (1997): 67-80.
- «Feminism and Psychoanalysis: Repetition, Repression and the Unconscious.» New Directions in Cognitive Science (1995): 358-67.

### Інше
- Interview, «Asylum, Melancholia and Psychoanalysis» — 'Hawke Talks' Episode 04, 2013. https://web.archive.org/web/20150409054806/http://www.you/ tube.com/watch?v=1rEAszWlAuU
- Radio Interview, "On Asylum and the Right to Sleep, " on «The Wire Community Radio.» 27 June 2013. http://www.thewire.org.au/storyDetail.aspx?ID=10521 [Архівовано 14 серпня 2014 у Wayback Machine.]
- Ranjana Khanna discusses the national poster campaign Who Needs Feminism on WUNC radio, May 10, 2012.[10]
- November DukeReads with Ranjana Khanna. The White Tiger, by Aravind Adiga, presented by Ranjana Khanna. November 11, 2009.[11][12]
- R. Khanna. «Participant in MLA Radio Program „What's the Word?“ on Gillo Pontecorvo's Battle of Algiers.» 2006.
- R. Khanna. «„From Exile to Asylum“ Audio section of Bloomsday 100 created by The James Joyce Center, Bloomsday 100, and Hyperfecto CD-Rom 2005.» . 2005.
- R.Khanna. «Review of Emily Apter's Continental Drift: From National Characteristics to Virtual Subjects». (U of Chicago P 1999), MLQ 61:4 (December, Dec. 2000): 692—695.
- R.Khanna. «Review of Female Subjects in Black and White: Race, Psychoanalysis, Feminism». Signs 26:1 (Fall, 2000): 262-5.